# Pladella Villa
Pladella Villa was een historische hofstede ("villa" betekent hier domein of landgoed) die ooit gelegen was op het grondgebied van de voormalige Nederlandse gemeente Bladel en Netersel. In deze hofstede liet Karel de Eenvoudige, de toenmalige koning van Frankrijk, in het jaar 922 een akte opmaken, waarin hij graaf Dirk I "Hollant ende die kerck t'Egmonde met haren toebehoren" schonk. Dit zou de aanvang hebben betekend van het Graafschap Holland.
Men heeft lange tijd gegist naar de locatie van Pladella Villa.
Middeleeuwse dichters als Jacob van Maerlant en Melis Stoke hebben deze Villa in Bladel gedacht. Melis Stoke schreef hieromtrent in zijn Rijmchronijk:
Ghegeven in ons Heren jaer
Achte hondert en daer naer
Driwerf twintich en drie mede
Tote Bladele tere stede
Dat een dorp is ende so heet
Neghen daghe als ment weet
Voor middle zomer sinte Jans dach
Als sine gheboornesse lach.
De historicus Balthasar Huydecoper (1695-1778) plaatste Pladella Villa in Noord-Frankrijk, in Blacourt, maar ook de Duitse plaats Plaidt kwam in beeld, alsmede Baulay en Bloville, dat omstreeks 800 Bladulfi Villa heette.
In de 19e en het begin van de 20e eeuw dacht men dat de Villa in Netersel moest worden gezocht. Er werden daar regelmatig grote stenen gevonden.
In 1881 schreef August Snieders een roman, getiteld Villa Pladelle, de Giftbrief van 't jaar 922, waarin hij te Netersel een Frankische koningsburcht situeerde die strijd leverde tegen Vikingen die zich in de buurt van Hulsel gevestigd zouden hebben. 
Serieuzere geleerden zoals Floris Prims, stadsarchivaris van Antwerpen en Theodorus Ignatius Welvaarts, archivaris van de Abdij van Postel, waren eveneens van mening dat Pladella Villa in Netersel lag. De laatste publiceerde in 1890 de Geschiedenis van Bladel en Netersel. Een andere publicatie van hem, eveneens uit 1890 was: De Huizing der Frankische Vorsten te Netersel onder Bladel. 
Uiteindelijk bleek in 1925 dat de stenen die in Netersel werden gevonden afkomstig waren van een 13e-eeuws kasteeltje en dus niet van Pladella Villa.
Sinds 1986 werd er archeologisch onderzoek in Bladel verricht, en wel aan het Pastoor Daniëlspad. Daarbij zijn grondsporen van houten huizen en schuurtjes aangetroffen uit omstreeks 1100. Ook houten bebouwing uit de 10e eeuw is zeer waarschijnlijk. Mogelijk is Pladella Villa op een versterkte houten hoeve te Bladel terug te voeren.